# Hervé Klopfenstein
Hervé Klopfenstein (* 1957) ist ein Schweizer Dirigent, Flötist und Musikpädagoge.

## Leben
Klopfenstein studierte Flöte und Komposition an den Konservatorien von Nizza, Lyon und Lausanne und trat als Rezitalist, Solist und Orchestermusiker u. a. mit dem Orchestra della Svizzera italiana und den Orchestre mondial des Jeunesses musicales auf. Daneben studierte er bis 1987 Musiktheorie am Konservatorium von Lausanne und besuchte Dirigierkurse bei Helmuth Rilling an der Internationalen Bachakademie Stuttgart sowie in Paris bei seinem Vater René Klopfenstein und bei Pierre Delvaux und an der Sorbonne Musikwissenschaftkurse von Jacques Chailley und Pierrette Mari.
1982 wurde Klopfenstein Chefdirigent des Orchestre Symphonique Lausannois (später: Orchestre Symphonique et Universitaire de Lausanne). Von 1984 bis 2002 war er künstlerischer Leiter des Blasorchesters Landwehr in Freiburg, mit dem er Tourneen durch die Schweiz unternahm und Auftritte u. a. in der Carnegie Hall, im Sydney Opera House, im Teatro Colon in Buenos Aires, in der Opéra de Monaco und der Tonhalle Zürich hatte. 1989 übernahm er die Leitung des Orchestre Symphonique Genevois, die er bis 2013 innehatte. Mit dem Orchester nahm er u. a. Werke von Robert Schumann und Johannes Brahms auf. Als Gast dirigierte er u. a. die Berliner Symphoniker, das Prague Symphony Orchestra, das Abruzzo Symphony Orchestra, das North Bohemia Suymphony Orchestra, das Orchestre de Chambre de Lausanne, das Orchestre International des Jeunesses Musicales und die Orchester von Biel und Winterthur.
2003 wurde Klopfenstein mit dem Kulturpreis der Fondation Leenaards ausgezeichnet. Danach dirigierte er an der Opéra de Lausanne mehrere Produktionen: Postcard from Morocco von Dominick Argento (2004), Peter und der Wolf von Sergei Prokofjew und Transformations von Conrad Susa (2006), A Midsummer Night's Dream von Benjamin Britten und Les Misérables von Claude-Michel Schönberg (2009).
Seit den 1980er Jahren unterrichtet Klopfenstein am Konservatorium Lausanne, wo er 1987 den ersten Kurs für Orchesterleitung initiierte. Seit 2010 ist er Generalmanager der Haute Ecole de Musique und des Konservatoriums Lausanne mit den Außenstellen Fribourg und Sitten und Leiter des Jazz-Departments.